# Opa Tsupa
Opa Tsupa est un groupe de jazz français, à la fois inspiré par le swing des années 1930 et la musique humoristique. Il est formé en 2000 et actif jusqu'en 2015.

## Biographie
Opa Tsupa est formé en 2000 d'une formation de cinq musiciens avec une identité à la croisée du swing manouche et de musique tzigane. Au gré de ses voyages et rencontres, le style musical du groupe n'a cessé d'évoluer du jazz manouche au bluegrass, passant par le swing hawaïen ou le western swing. Mais la forte identité du groupe est aussi marquée par son univers burlesque et décalé, véritable concert théâtralisé qui le caractérise et qui devient sa marque de fabrique. Le groupe avait Django Reinhardt comme l'une de leurs influences.
Le groupe pratique des prestations scéniques humoristiques, et est connu pour des morceaux comme Mamma mìa composée par Nicolas Moro, guitariste, auteur et compositeur du répertoire, qui entamera par la suite une carrière solo. Après un premier album, Opa Tsupa, jazz manouche quintet, sorti en 2000, Opa Tsupa sort son deuxième album, Trois francs six sous, en 2002, publié en autoproduit. En 2006, le groupe sort son troisième album, Bastringue.
Sur scène, les cinq musiciens évoluent dans une atmosphère burlesque et décalée. Les débuts du groupe sont très marqués par le swing manouche et la musique tsigane. Opa Tsupa figure parmi les pionniers du « gypsy swing revival » et leur musique a influencé, à ce titre, beaucoup d'autres formations. Le nom du groupe provient d'ailleurs d'un air traditionnel rom. Rapidement, les inspirations  musicales s’ouvrent à d'autres sonorités (chanson, western swing, jug band, swing hawaïen, bluegrass, etc.). Le groupe s'est produit sur un grand nombre de scènes et a participé à de nombreux festivals partout en France et en Belgique, comme les Francofolies de La Rochelle, le festival Django Liberchies (Belgique), le festival Swing 41, et la Filature de Mulhouse.
Après 15 ans d'existence, Opa Tsupa cesse ses activités après quatre albums et plus de 600 concerts, avec un concert d'adieu à l'Agora,,.

## Membres
- Kim Dan Le Oc Mach — violon
- Sébastien Girard — contrebasse
- Nicolas Moro — mandoline, guitare, banjo, dobro, chant
- Anthony « Raoul » Ribo — guitare, banjo ténor, mandoline
- Mickaël « Fouine » Talbot — guitare, ukulélé, chant
- Igor Tellier — violon (2000— 2002)
- Yann Saint-Sernin — guitare rythmique (2000—2003)

## Discographie
- 2000 : Opa Tsupa, jazz manouche quintet (5 titres)
- 2002 : Trois francs six sous
- 2006 : Bastringue
- 2014 : Interlude (5 titres)